# His Butler's Sister

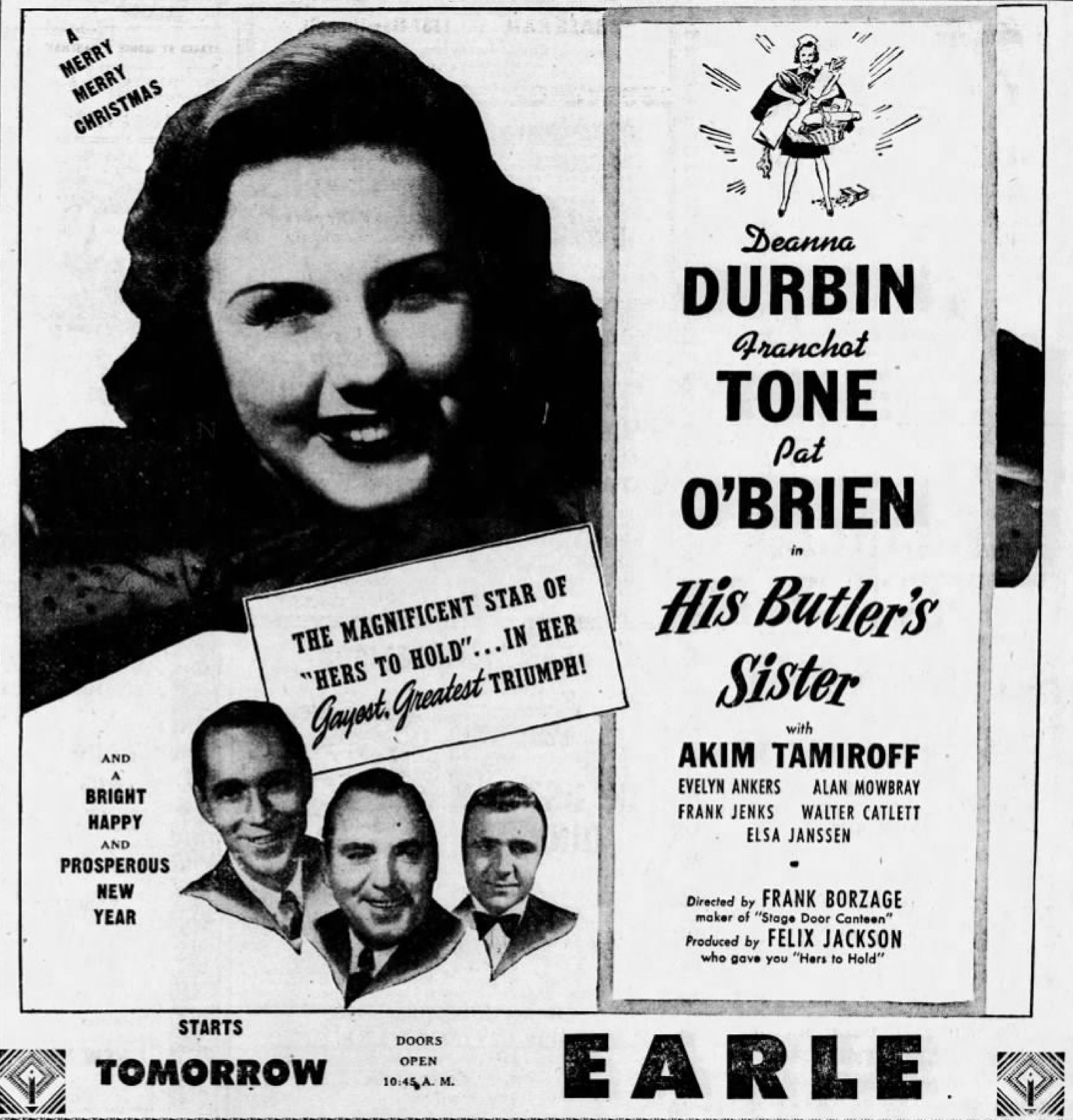
Anúncio do Teatro Earle, para a exibição do filme cômico estadunidense "A irmã do mordomo" (1943), publicado em 24 de dezembro de 1943 no jornal "The Morning Call", da cidade de Allentown, estado da Pensilvânia.

Earle Theater advertisement for the American comedy film His Butler's Sister (1943) - 24 Dec. 1943 Morning Call, Allentown PA
His Butler's Sister (Brasil: A Irmã do Mordomo / Portugal: A Irmã do Seu Criado) é um filme norte-americano de 1943, do gênero comédia, dirigido por Frank Borzage e estrelado por Deanna Durbin e Franchot Tone.
His Butler's Sister é outro veículo para Deanna Durbin e um de seus derradeiros sucessos. Sua carreira entrou em decadência logo em seguida, após Joe Pasternak, seu descobridor, deixar a Universal Pictures e ninguém desenvolver uma nova persona cinematográfica para ela.
Entre outras, a atriz solta sua voz de soprano na ária Nessun Dorma, da ópera Turandot (Puccini), e em uma seleção de canções folclóricas russas (em russo!).

## Sinopse
Ann Carter deixa sua cidadezinha do interior e chega a Nova Iorque para encontrar o compositor Charles Gerard, sob cuja asa ela espera alcançar fama e fortuna como cantora. O mordomo da casa é Martin Murphy, seu meio irmão mais velho, que dissera ser um rico homem de negócios... Ao invés de um microfone, porém, ele lhe entrega vassoura e rodo e a põe para trabalhar no serviço doméstico. Depois de muitos mal entendidos e complicações, de que faz parte uma corte de  cinco mordomos de meia idade que querem se casar com ela, Ann e Charles finalmente se unem.

## Premiações
| Patrocinador                                  | Prêmio | Categoria             | Situação |
| --------------------------------------------- | ------ | --------------------- | -------- |
| Academia de Artes e Ciências Cinematográficas | Oscar  | Melhor Mixagem de Som | Indicado |

## Elenco
| Ator/Atriz     | Personagem         |
| -------------- | ------------------ |
| Deanna Durbin  | Ann Carter         |
| Franchot Tone  | Charles Gerard     |
| Pat O'Brien    | Martin Murphy      |
| Akim Tamiroff  | Popoff             |
| Walter Catlett | Mortimer Kalb      |
| Elsa Janssen   | Severina           |
| Evelyn Ankers  | Elizabeth Campbell |
| Alan Mowbray   | Buzz Jenkins       |
| Frank Jenks    | Emmett             |
| Sig Arno       | Moreno             |
| Hans Conried   | Reeves             |
| Florence Bates | Lady Sloughberry   |
| Roscoe Karns   | Fields             |
| Russell Hicks  | Sanderson          |
| Andrew Tombes  | Brophy             |